# Алексеевка (Хмельницкая область)
Алексе́евка (укр. Олексіївка) — село в Хмельницком районе Хмельницкой области Украины.
Население по переписи 2001 года составляло 685 человек. Почтовый индекс — 31421. Телефонный код — 3850. Занимает площадь 3,366 км². Код КОАТУУ — 6824486505.

## Местная власть
31400, Хмельницкая обл., Хмельницкий р-н, пгт Старая Синява